# HMS Royal Oak (1892)
El HMS Royal Oak fue uno de los siete acorazados pre-dreadnought de la clase Royal Sovereign construidos para la Marina Real Británica durante la década de 1890. Tras su finalización en 1894, inicialmente fue colocado en reserva hasta que fue movilizado en 1896 para el servicio con el Flying Squadron. Después de regresar brevemente a la reserva, el barco fue asignado al año siguiente a la Flota del Mediterráneo. El Royal Oak permaneció allí hasta 1902, cuando regresó a casa; después de una reparación, el barco fue asignado a la Home Fleet, donde sirvió como buque insignia del segundo al mando de la flota en 1904-05. El Royal Oak luego fue reducido a reserva hasta que fue retirado del servicio en 1911. El barco fue vendido como chatarra a principios de 1914.